# Sara Paretsky
Sara Paretsky, född 8 juni 1947 i Ames, Iowa, är en amerikansk deckarförfattare.

## Biografi
Paretsky föddes i Ames, Iowa men växte huvudsakligen upp i Kansas. Hon tog en examen vid University of Kansas, vilken hon bekostade själv, och arbetade senare i Chicago. Senare återvände hon till studierna och tog en examen i historia. Därefter arbetade hon på ett försäkringsbolag i 10 år. Hon var tillsammans med fysikprofessor Courtenay Wright University of Chicagosedan 1970 och  har tre barn. Maken avled 2018. Hon har bott i Chicago sedan 1968.
1982 debuterade hon med kriminalromanen Indemnity Only, som också introducerade hennes stadiga huvudperson, den kvinnliga privatdetektiven V.I. Warshawski. Figuren var ett svar på hur kvinnor traditionellt porträtterades i deckare.
Paretsky har förutom sina deckare fortsatt på den bana som hennes utbildning och erfarenheter från att ha befunnit sig i samma område där Martin Luther King drev sin Poor People's Campaign för sociala reformer har givit henne: hon har instiftat utbildningsstipendier, arbetat för att skaffa lärare till Chicagos innerstad, och utbildat nybörjarförfattare.
1986 gick Paretsky ihop med andra kvinnliga deckarförfattare och startade organisationen Sisters in Crime, som senare fått underavdelningar i sex andra länder. 
Hon har mottagit flera priser för sitt författarskap, inklusive Crime Writers' Associations främsta utmärkelse, The Cartier Diamond Dagger för hennes bidrag till deckargenren. Paretsky besökte Bok & Biblioteksmässan i Göteborg 2006.

## Författarskap
Huvudpersonen i alla utom en av Paretskys romaner är V.I. Warshawski, en kvinnlig privatdetektiv. Warshawskis personlighet är inte lätt att beskriva. Hon dricker Black Label, gör inbrott i jakten på ledtrådar, och klarar sig bra i slagsmål, men hon bryr sig om vad hon tar på sig för kläder, sjunger opera till radion och njuter av sitt sexliv. 
Som de flesta av de mest framgångsrika deckareförfattarna, inklusive Dick Francis och Robert B. Parker, är Paretskys intriger baserade på den traditionella formeln: Någon mördas tidigt i berättelsen för att dölja ett brott (ofta företagsrelaterade brott), och flera mord följer, tills Warshawski själv närapå blir mördad i konfrontationen med mördaren. Som hos Francis kompenseras bristen på variation i Paretskys historier av en detaljrikedom vad gäller rollfigurernas liv och affärer. Och likt Parkers romaner finns det mycket lokalfärg, framför allt trafiken på Stevenson Expressway och de eviga med- och motgångarna för Chicago Cubs.
Critical Mass är författarens kanske mest ambitiösa roman med V.I. Warshawski i huvudrollen. Paretsky inspirerades av en artikel i Physics Today om den österrikiska fysikern Marietta Blau, som var en medlem av Institut fur Radiumforschung (IRF) i Wien (numera: Stefan-Meyer-Institut.). Vi får också en inblick i hur USA tog in forskare med bakgrund inom Nazismen. Författaren har läst på inom temat och det finns en källförteckning sist i boken, för den som vill kolla fakta.
Boken Dödläge (Deadlock) har filmats under titeln V.I. Warshawski (1991) med Kathleen Turner i huvudrollen. Den fick inga uppföljare på grund av bristande biljettintäkter.

## Priser och utmärkelser
- The Silver Dagger 1988 för Toxic Shock
- The Cartier Diamond Dagger 2002
- The Gold Dagger 2004 för Blacklist